# Ken Stabler
Kenneth Michael Stabler, detto Ken (Foley, 25 dicembre 1945 – Gulfport, 8 luglio 2015), è stato un giocatore di football americano statunitense che ha militato nel ruolo di quarterback per la maggior parte della carriera negli Oakland Raiders della National Football League dal 1970 al 1979. Coi Raiders, Stabler vinse il Super Bowl XI e fu nominato MVP della NFL nel 1974. Gli ultimi anni di carriera li trascorse con gli Houston Oilers (1980–1981) e i New Orleans Saints (1982–1984). Al college ha giocato a football ad Alabama. Nel 2016, dopo esser stato finalista per tre volte (nel 1990, 1991 e nel 2003), è stato inserito nella Pro Football Hall of Fame su nomina del Senior Committee.

## Carriera professionistica

### Oakland Raiders
Stabler fu scelto nel corso del secondo giro del Draft NFL 1968 dagli Oakland Raiders. Prima del 1970 non ebbe alcuna possibilità di entrare e durante il periodo 1968-69 trascorse il suo tempo a Spokane nella Continental Football League. Stabler attirò per la prima volta l'attenzione della NFL in una gara di playoff del 1972 contro i Pittsburgh Steelers. Dopo essere entrato in campo in sostituzione di Daryle Lamonica, egli segnò un touchdown alla fine del quarto periodo dopo una corsa da 30yard. Gli Steelers, però, rimontarono con un controverso passaggio deviato di Terry Bradshaw per Franco Harris, conosciuto nel football come The Immaculate Reception (traduzione: la ricezione immacolata).
Dopo aver sofferto dei gravi infortuni alle ginocchia, Stabler interpretò il ruolo di quarterback in modo più classico, ricorrendo meno alle corse e più ai passaggi, specializzandosi nei drive in rimonta nell'ultimo quarto gioco. Durante il più alto della sua carriera, Stabler poteva contare su una batteria di ricevitori come il più volte finalista per entrare nella Hall of Fame Cliff Branch e gli Hall of Famer Fred Biletnikoff e Dave Casper. La filosofia dei Raiders era inizialmente quella di imporre il proprio gioco sulle corse e in seguito di controllare la partita con passaggi sulla lunga distanza. Malgrado Stabler fosse privo di una notevole potenza nel proprio braccio, egli era un maestro nei passaggi sulla lunga distanza per Branch ed aveva una mira accurata nei passaggi sulla media distanza per Biletnikoff e Casper. Da titolare ad Oakland, Stabler fu nominato giocatore dell'anno dell'AFC nel 1974 e nel 1976, anno in cui lanciò più yard di qualsiasi altro giocatore nella lega. Nel gennaio 1977, egli guidò i Raiders alla loro prima vittoria nel Super Bowl, superando 32-14 i Minnesota Vikings. Nei playoff del 1977 contro i Baltimore Colts, Stabler completò un passaggio nel quarto periodo divenuto leggendario per Casper, il quale permise di segnare il field goal del pareggio a Errol Mann. Questa giocata, soprannominata "Ghost to the Post", mandò la gara ai supplementari; i Raiders vinsero 37-31 dopo che Stabler lanciò un passaggio da touchdown da 10 yard per Casper.
Dopo due stagioni sotto la media nel 1978 e nel 1979 dove i Raiders non raggiunsero i playoff, dovute principalmente agli addii di personaggi chiave che avevano portato alla vittoria del Super Bowl nel 1976 (tra cui il capo-allenatore John Madden, George Atkinson, Phil Villapiano e Biletnikoff), Stabler fu ceduto agli Houston Oilers in cambio di Dan Pastorini prima della stagione 1980. Stabler lasciò i Raiders come loro leader di tutti i tempi in passaggi completati (1.486), yard passate (19.078) e passaggi da touchdown (150).

### Houston Oilers
Gli Oilers videro in Stabler come il fattore mancante per raggiungere i rivali degli Steelers e giungere finalmente al Super Bowl. Houston mancava però di quell'eccezionale talento in attacco che Stabler aveva trovato ad Oakland, come Earl Campbell e Dave Casper, che fu anch'egli acquisito in uno scambio coi Raiders. Pastorini perse il posto da titolare ad Oakland in favore di Jim Plunkett dopo un infortunio e Plunkett guidò i Raiders alla vittoria su Stabler e gli Oilers ai playoff. Bum Phillips fu licenziato alla fine della stagione. Senza il popolare capo-allenatore a guidare la franchigia di Houston, Stabler giocò una stagione mediocre nel 1981.

### New Orleans Saints
Stabler si riunì con Bum Phillips firmando con i New Orleans Saints nel 1982. All'epoca, uno Stabler ormai trentasettenne non aveva più la condizione degli anni migliori e i Saints erano una franchigia allo sbando. Dopo tre stagioni senza successi, bloccato dagli infortuni e con la polemica montante su chi dovesse essere il quarterback titolare con l'altro veterano Richard Todd, Stabler si ritirò a metà della stagione 1984.

## Palmarès

### Franchigia
- Super Bowl : 1

Oakland Raiders: XI
- American Football Conference Championship: 1

Oakland Raiders: 1976

### Individuale
- MVP della NFL: 1

1974
- NEA MVP della NFL: 1

1974
- Bert Bell Award: 1

1976
- Miglior giocatore offensivo dell'anno della NFL: 1

1974
- Convocazioni al Pro Bowl: 4

1973, 1974, 1976, 1977
- First-Team All-Pro: 2

1974, 1976
- Leader della NFL in passaggi da touchdown: 2

1974, 1976
- Formazione ideale della NFL degli anni 1970
- Pro Football Hall of Fame (Classe del 2016)